# Microtropis wallichiana
Microtropis wallichiana är en benvedsväxtart som beskrevs av Wight och Thw. Microtropis wallichiana ingår i släktet Microtropis och familjen Celastraceae. Inga underarter finns listade.